# بيت البركة (قصر)
بيت البركة العامر، أو بيت السيب، (بالإنجليزية: Seeb Palace)‏، هو قصر ملكي في السيب، بالقرب من مسقط، سلطنة عمان. يضم القصر أوركسترا عُمان السيمفوني الملكي، الذي تأسس عام 1985.
وهو الآن مقر إقامة السلطان هيثم بن طارق سلطان سلطنة عمان وكان سابقاً مقر إقامة السلطان الراحل قابوس بن سعيد.
وبناء على الأوامر السامية للسلطان هيثم بن طارق تم تغير مسميات بيت البركة، وبيت المعمورة.. إلى قصر البركة، وقصر المعمورة.